# Uzunköprü
Uzunköprü (türkisch für lange Brücke), (bulgarisch Узункьопрю, Usunkoprju) ist eine Kreisstadt und ein Landkreis der türkischen Provinz Edirne. Die Stadt liegt etwa 47 Kilometer südlich von Edirne unweit der griechisch-türkischen Staatsgrenze in Ostthrakien. Uzunköprü beherbergt etwa zwei Drittel (2020: 65,56 %) der Landkreisbevölkerung.

## Landkreis
Der Kreis ist mit einer Fläche von 1185 km² der größte der Provinz Edirne und belegt mit 60.608 Einwohnern (Stand 2020) den 3. Platz der bevölkerungsreichsten Landkreise. Seine Bevölkerungsdichte liegt mit 51 Einwohnern je Quadratkilometer unter dem Provinzdurchschnitt (66 Einwohner je km²).
Er grenzt im Norden an den zentralen Landkreis (Merkez) Edirne und den Kreis Havsa, im Süden an die Kreise İpsala und Keşan. Im Osten hat er die Provinzen Kırklareli und Tekirdağ als Nachbarn und im Westen den Kreis Meriç. Im Nordwesten bildet der Fluss Meriç die Grenze zu Griechenland.
Neben der Kreisstadt besteht der Kreis aus einer weiteren Gemeinde (Belediye) (Kırcasalih mit 2667 Einwohnern) sowie 53 Dörfern (Köy) mit durchschnittlich 344 Bewohnern. Kurtbey ist mit 1209 Einwohnern sowohl das bevölkerungsreichste als auch das einzige Dorf mit mehr als 1000 Einwohnern.

## Verkehr

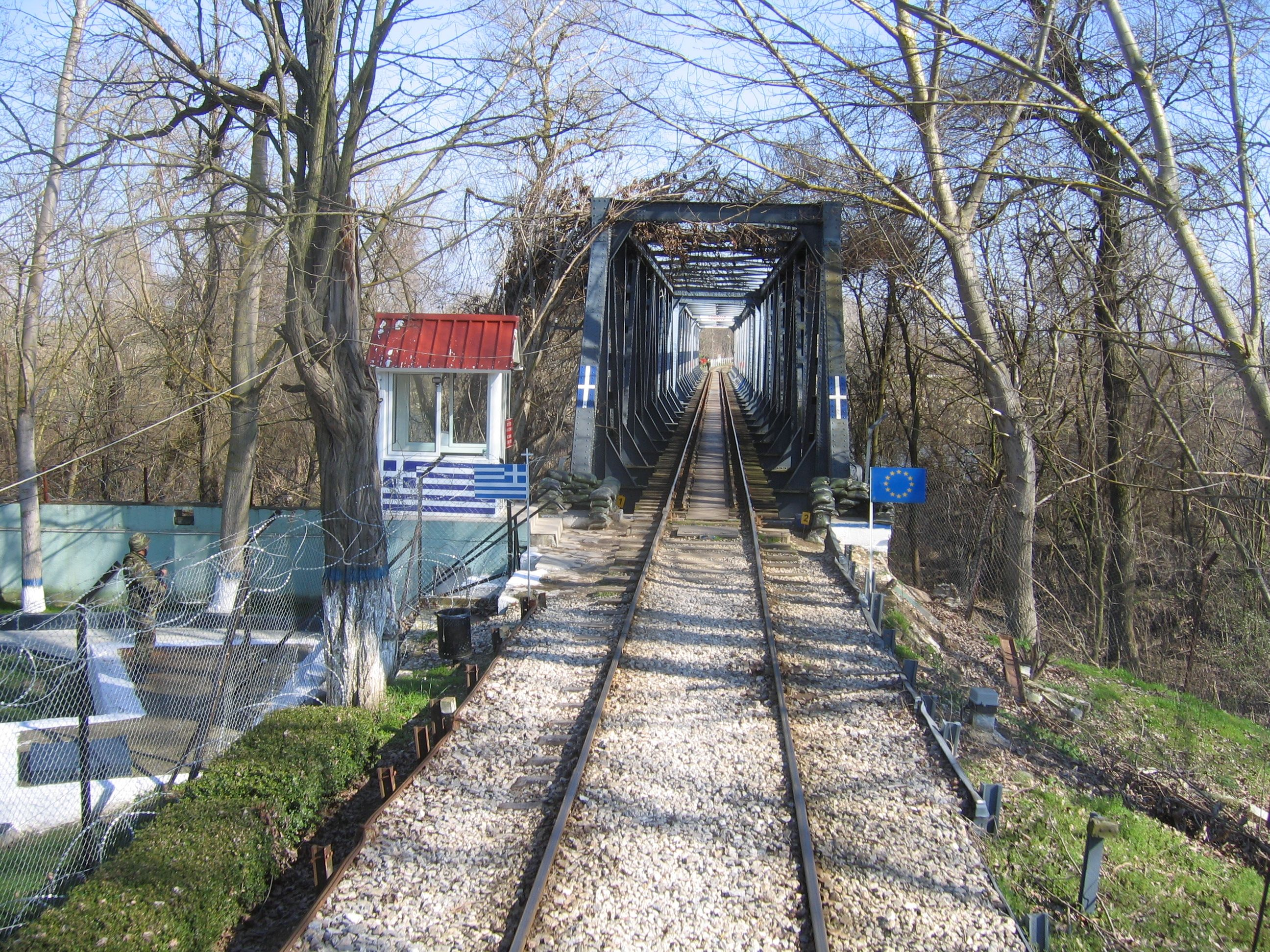
Eisenbahn-Grenzbrücke bei Uzunköprü

Der Bahnhof von Uzunköprü liegt an der Bahnstrecke İstanbul Sirkeci–Swilengrad. Seit der Grenzziehung durch den Vertrag von Lausanne 1923 verlief die griechisch/türkische Grenze entlang des Flusses Ewros, an dessen Ostufer Uzunköprü liegt. Die Bahnstrecke, die hier den Fluss nach Pythio quert, wurde jenseits des Ewros griechisch, Uzunköprü zum Grenzbahnhof. Derzeit (2019) wird der Grenzübergang aus wirtschaftlichen Gründen aber nicht mehr genutzt.
Die Stadt wird im Osten von der E 87 (D 550) berührt.

## Geschichte
Laut einer Statistik von Ljubomir Miletitsch lebten 1912 in Uzunköprü noch 183 bulgarische Familien, ca. 1011 Personen. 12 Freiwillige kämpften im Makedonien-Adrianopel-Freiwilligen-Korps der bulgarischen Armee im Ersten Balkankrieg gegen das Osmanische Reich. Nach dem Zweiten Balkankrieg 1913 wurden die letzten Bulgaren aus Uzunköprü vertrieben. Der Großteil ließ sich in Bulgarien in der Region Burgas nieder.

## Sport
Der bekannteste und zugleich erfolgreichste Sportverein des Landkreises und der Kreishauptstadt ist der Verein Uzunköprüspor. Die Fußballsparte des Klubs spielte in den 1980er und 1990er Jahren insgesamt elf Spielzeiten in der dritthöchsten professionellen Spielklasse, in der heutigen TFF 2. Lig. In der Drittligasaison 1987/88 erreichte der Verein die Meisterschaft und stieg damit das erste Mal in seiner Vereinsgeschichte in die zweithöchste türkische Spielklasse, in die heutige TFF 1. Lig, auf. Bereits nach einer Saison misslang in dieser Liga der Klassenerhalt. Nachdem Uzunköprüspor noch sieben Jahre in der 3. Lig tätig war verabschiedete man sich im Sommer 1996 mit dem Abstieg aus der 3. Lig vom professionellen Fußball und spielt seither in den unteren türkischen Amateurligen. Neben der Fußballsparte hatte auch die Basketballsparte des Vereins in der regionalen Liga einige Erfolge zu vermelden.

## Söhne und Töchter der Stadt
- Kubilay Aydın (* 1975), türkische Fußballtorhüter
- Muazzez Ersoy (* 1958), türkische Sängerin